# Premios Orgullosamente Latino 2010
Estos son los nominados y ganadores de los Premios Orgullosamente Latino 2010:

## Resumen de premios
| Artista          | Nominaciones | Premios |
| ---------------- | ------------ | ------- |
| Ricardo Arjona   | 4            | 1       |
| Anahí            | 4            | 1       |
| Enrique Iglesias | 3            | 2       |
| Camila           | 3            | 1       |
| Wisin & Yandel   | 3            | 1       |
| Dulce María      | 2            | 0       |
| Thalía           | 2            | 0       |
| Chino y Nacho    | 2            | 0       |
| Shakira          | 1            | 1       |
| Alejandro Sanz   | 1            | 0       |
| Enrique Bunbury  | 1            | 0       |
| Maná             | 1            | 0       |
| Ricky Martin     | 1            | 0       |
| Laura Pausini    | 1            | 0       |
| Christian Chávez | 1            | 0       |
| David Bisbal     | 1            | 0       |
| Luis Fonsi       | 1            | 0       |
| Ádammo           | 1            | 0       |
| Aventura         | 1            | 0       |
| Don Omar         | 1            | 0       |

## Ganadores y nominados
| Categoría                  | Ganadores                                                   | Otros nominados |
| -------------------------- | ----------------------------------------------------------- | --- |
| Trayectoria Latina del Año | Ricardo Arjona                                              | - Alejandro Sanz - Enrique Bunbury - Maná - Ricky Martin                                                                                                  |
| Solista Latina del Año     | Shakira                                                     | - Anahí - Dulce María - Laura Pausini - Thalía |
| Solista Latino del Año     | Enrique Iglesias                                            | - Christian Chávez - David Bisbal - Luis Fonsi - Ricardo Arjona                                                                                           |
| Grupo Latino del Año       | Camila                                                      | - Ádammo - Aventura - Chino y Nacho - Wisin & Yandel |
| Disco Latino del Año       | "La Revolución" - Wisin & Yandel                            | - "Dejarte de amar" - Camila - "5to Piso" - Ricardo Arjona - "Mi Delirio" - Anahí - "Primera fila: Thalía" - Thalía                                       |
| Canción Latina del Año     | "Me Hipnotizas" - Anahí                                     | - "Aléjate de Mí" - Camila - "Cuando Me Enamoro" de Enrique Iglesias con Juan Luis Guerra - "Inevitable" - Dulce María - "Mi Niña Bonita" - Chino y Nacho |
| Vídeo Latino del Año       | "Cuando Me Enamoro" - Enrique Iglesias con Juan Luis Guerra | - "Abusadora" - Wisin y Yandel - "Mi Delirio" - Anahí - "Sexy Robótica" - Don Omar - "Tocando Fondo" - Ricardo Arjona                                     |